# خارج از محدوده
خارج از محدوده فیلمی به کارگردانی رخشان بنی‌اعتماد و نویسندگی فرید مصطفوی محصول سال ۱۳۶۶ است.

## خلاصه داستان
محمدجواد حلیمی کارمند ساده دولت، پس از سال‌ها اجاره نشینی با زدن از نان شب خانواده اش آلونکی در حاشیه پایتخت به نام هرت آباد دست و پا می‌کند. در شب دوم سکونت دزد به خانه آنها می‌زند که حلیمی وی را دستگیر می‌کند. او قصد دارد دزد را تحویل مقام‌های پاسگاه دهد که اهالی منطقه منعش می‌کنند. حلیمی که پیرو قانون است دزد را به پاسگاه می‌برد اما می‌شنود که محله هرت آباد در حوزه استحفاظی آنها نیست و نمی‌توانند سارق را تحویل بگیرند. حلیمی به همراه دزد به ادارات و وزارتخانه‌های مختلف مراجعه می‌کند تا وضع محله را روشن کند و عاقبت چون به این نتیجه می‌رسد که در نظام اداری حاکم راهی به جایی نخواهد برد با همت و همکاری اهالی هرت آباد زندانی برپا می‌کند تا به اصلاح و تهذیب سارقان بپردازند.

## بازیگران
- مهدی هاشمی
- محمود جعفری
- پروانه معصومی
- اسماعیل محمدی
- جمشید لایق
- علی‌اصغر گرمسیری
- مهری مهرنیا
- ایران اسکندری
- زنگنه
- سهیلا مرادی
- طاهره سری
- معراج مژده
- اشرف میرشاه‌ولد
- ماندانا ارسطونژاد
- امین اکبری
- حسین گل‌خانی
- صفرعلی امینی
- نجف علی‌هادی
- حق‌فروش (بازیگر)
- مسعود اجدادیان
- محمود بهرامی
- حسین محب‌اهری
- بنفشه‌خواه
- محمد ورشوچی
- حسن رضیانی
- علی تقوایی
- محمد سرایی
- اکبر دودکار
- سروش خلیلی
- منصور مجلسی
- عباس امیرحسینی
- حبیب پور
- فرهاد خان‌محمدی
- احمد مسعودی
- امیر مولایی